# Distretto di Szeghalom
Il distretto di Szeghalom (in ungherese Szeghalmi járás) è un distretto dell'Ungheria, situato nella provincia di Békés.